# Belize nos Jogos Olímpicos de Verão de 1988
O Belize participou dos Jogos Olímpicos de Verão de 1988 em Seul, na Coreia do Sul. Não conquistou nenhuma medalha, nem de ouro, nem de prata, nem de bronze. Foi a quinta participação da equipe em Jogos Olímpicos.